# ナスの絵文字

ナスの絵文字

ナスの絵文字（ナスのえもじ、🍆）はUnicode名「Aubergine」であるナスをモチーフにした絵文字。FacebookやTwitter、InstagramなどのSNSサイトで最もよく使用されている絵文字の一つである。外観が陰茎に見えるため、陰茎を婉曲的、暗示的に示す絵文字として使用されやすい。

## 開発経緯
もともとソフトバンクモバイルとau by KDDIの絵文字セットに含まれていたものである。2007年にAppleが初代のiPhoneを発売した際、ソフトバンクの専用領域スキームでエンコードした日本のユーザー専用に絵文字キーボードが用意されていた。その後、アメリカのiPhoneユーザーが日本語のアプリをダウンロードすればキーボードにアクセスできることがわかり、絵文字キーボードを日本以外にも提供するよう要求した。
ソフトバンク、au by KDDI、NTTドコモの絵文字セットの一部として、ナスの絵文字は2010年に「Aubergine」という名前でUnicode6.0の一部に含まれた。
2011年にAppleは絵文字キーボードをiOSの標準機能として世界に普及させた。その後、2010年代初頭から半ばにかけて絵文字が世界的に人気となった。

## SNSでの使用と文化的な影響
ナスの絵文字は、何度も大衆文化に使用されている。
冒頭で述べたように、この絵文字は陰茎を意味するのによく使われる。これは、特にアメリカやカナダで見られる。また、Emojipediaはこの絵文字が尻や女性器の意味で使われる「🍑」（桃の絵文字）と対になっていると指摘した。
2015年4月、Instagramはユーザーが絵文字にハッシュタグを付けられる機能をリリースした。しかし直後、ハッシュタグ「🍆」と、検索機能から「ナス」に言及するものが禁止となった。また、その後2019年に、FacebookとInstagramはともに性的発言と同時にナスや桃の絵文字を使うことを禁止した。

## 符号位置
| 記号 | Unicode | JIS X 0213 | 文字参照 | 名称 |
| ---- | ------- | ---------- | -------- | ---- |
| 🍆   | U+1F346 | -          |          | ナス |